# NGC 6491
NGC 6491 је спирална галаксија у сазвежђу Змај која се налази на NGC листи објеката дубоког неба.
Деклинација објекта је + 61° 31' 55" а ректасцензија 17h 50m 0,6s. Привидна величина (магнитуда) објекта NGC 6491 износи 13,8 а фотографска магнитуда 14,6. NGC 6491 је још познат и под ознакама NGC 6493A, UGC 11008, MCG 10-25-103, IRAS 17494+6132, CGCG 300-80, *arc sp 1', PGC 60949.